# Campeonato Paranaense de Futebol Feminino de 2020
O Campeonato Paranaense Feminino de 2020 foi a vigésima primeira edição deste evento esportivo, principal torneio estadual de futebol feminino organizado pela Federação Paranaense de Futebol (FPF).
O campeonato começou a ser disputado em dia 1 de maio e terminou no dia 5 do mesmo mês de 2021. Nesta edição, o Athletico Paranaense sagrou-se campeão pela primeira vez, vencendo a decisão contra o Imperial pelo placar agregado de 8–0.

## Cancelamento
Em novembro de 2020, a competição foi cancelada pela primeira vez em decorrência da pandemia de covid-19. Em janeiro de 2021, a Federação Paranaense de Futebol anunciou que o campeonato ocorreria com a participação de duas equipes, Imperial e Toledo. Em fevereiro, após uma confusão nos bastidores, a federação cancelou novamente a disputa do estadual. Segundo a FPF, o Toledo era o único clube "com interesse pleno de participação" na competição, que, além do título valeria uma vaga na Série A2 de 2021.
Depois de ser cancelado duas vezes, em 27 de abril, o Paranaense Feminino de 2020 foi confirmado novamente pela FPF. A competição foi anunciada com apenas duas equipes, o Athletico Paranaense e o Imperial. O Toledo que também estava inscrito inicialmente, desistiu por motivos internos, segundo informou a federação.

## Formato e participantes
O Campeonato Paranaense Feminino de 2020 foi disputado por duas agremiações em partidas de ida e volta. Após os jogos, o clube com melhor agregado foi declarado campeão do certame. As duas agremiações que participaram desta edição foram:
| Equipe               | Cidade   | Títulos |
| -------------------- | -------- | ------- |
| Athletico Paranaense | Curitiba | —       |
| Imperial             | Curitiba | —       |

## Resultados
Jogo de ida
| 1 de maio de 2021 | Imperial | 0 – 6  | Athletico Paranaense                                                     | Octávio Silvio Nicco, Curitiba    |
| 15h30min          |          | Súmula | Letícia 22' · Sabrina 48', 65' · Rafaela 58' · Milena 70' · Gislaine 83' | Árbitro: Selma Rodrigues Medeiros |

Jogo de volta
| 5 de maio de 2021 | Athletico Paranaense         | 2 – 0  | Imperial | CT Alfredo Gottardi, Curitiba    |
| 19h30min          | Thaís 29' · Marilda 41' (gc) | Súmula |          | Árbitro: Welberton Ceccon Barros |